# Scaphyglottis fusiformis
Scaphyglottis fusiformis é uma espécie de orquídea epífita, família Orchidaceae, que habita da Costa Rica ao sudeste do Brasil.